# Lathropus pictus
Lathropus pictus är en skalbaggsart som beskrevs av Schwarz 1878. Lathropus pictus ingår i släktet Lathropus och familjen ritsplattbaggar. Inga underarter finns listade i Catalogue of Life.